# Barista Fair Trade Coffee

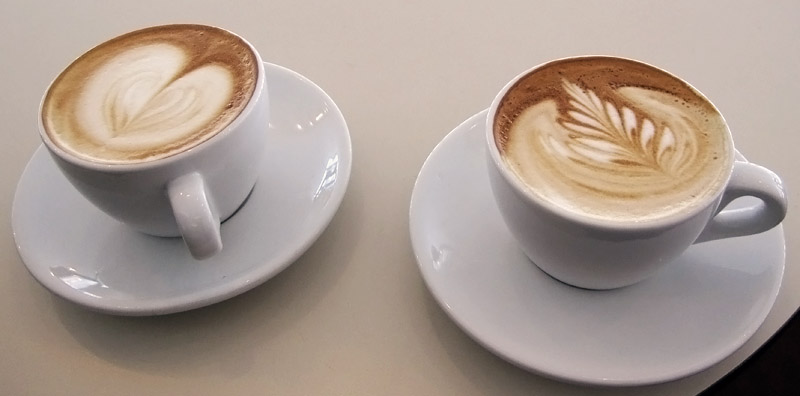
Cappucino från Barista på Götgatan i Stockholm

Barista Fair Trade Coffee är en svensk kafékedja som erbjuder kaffe tillredda av utbildade baristor. Barista rostar sitt kaffe i det svenska kafferosteriet Johan & Nyström. Företaget profilerar sig i mycket med en etisk profil.

## Etisk profil
I den mån det finns att tillgå serverar Barista ekologiska och rättvisemärkta produkter. Det gäller bland annat kaffe, te, choklad, honung och socker.
Barista samarbetar med FN varigenom varje kaffebar deltar i kampanjen "Skolmat blir kunskap". Barista har även en plats i styrelsen för svenska FN-fonden.
Barista har ersatt alla plastmuggar med komposterbara muggar gjorda av majs och all kaffesump läggs tillbaka i påsen och ges gratis till kunder som växtnäring. All el är Bra Miljöval.

## Historik
Den första kaffebaren öppnades i Malmö 2006. Nu finns kaffebarer även i Göteborg, Lund, Uppsala, Stockholm, Sundsvall, Umeå Som mest fanns 19 kaffebarer men antalet sjönk. Kedjan drabbades av förluster och nytt kapital togs in. Björn Almér lämnade ledningen 2014, 12 april 2018 gick Barista Fair Trade Coffe i konkurs.
Efter att Barista FTC AB gått i konkurs har verksamheten drivits vidare av New Coffee Ventures AB. Enligt företagets webbplats drivs caféer på sju platser. Caféerna drivs dels i egen regi, dels som franchise.

## Utmärkelser
- 2012 - Fast Food Awards[9]
- 2012 - Arla Guldko ("Bästa miljöarbete")[10]
- 2013 - Änglamarkspriset[11]
- 2014 - FairtradeFramsteget[12]